# Hombre de Azúcar
 El Hombre de Azúcar (inglés  Sugar-Man) es un personaje ficticio, un villano mutante que aparece en el universo de Marvel Comics. Creado por el escritor Scott Lobdell y el artista Chris Bachalo, apareció por primera vez en Generation Next #2 (1995).
Hombre de Azúcar inicialmente apareció durante la Era de Apocalipsis, un hecho que causó que la historia del Universo Marvel se desvíe de su camino habitual. Aunque muchos personajes de Era de Apocalipsis eran versiones alternativas de héroes y villanos existentes, Hombre de Azúcar no parecen tener una contraparte de la Tierra-616 de su tierra natal

## Biografía del personaje ficticio

### Era de Apocalipsis
El Hombre de Azúcar es originario de una realidad alternativa en la que Apocalipsis conquistó Norteamérica y los mutantes gobernaban, conocida como Tierra 295. En un punto el Hombre de Azúcar era un estudiante de Mr. Siniestro, aprendiendo de él todo sobre la genética y la ciencia. Pronto se convirtió en un genetista capaz que tiene un laboratorio situado en las Cataratas del Niágara y atormentaba regularmente a sus esclavos.
Más tarde fue enviado a ejecutar los campos de trabajo humanos en el Pacífico Noroeste - específicamente conocido como el Núcleo - alojando a miles de humanos. Magneto necesitaba un mutante con poderes crono-variantes—viaje en el tiempo—con el fin de volver en el tiempo y restaurar la realidad a su orden correcto antes de la muerte de Charles Xavier, cuya existencia fue revelada por el mutante desplazado Bishop. Apocalipsis había matado sin piedad a todos los mutantes con ese poder para evitar que cualquier persona socavara su régimen, pero Sabelotodo encontró uno con poderes latentes: Illyana Rasputin, la hermana del líder de la Generation Next, Coloso.
Magneto envió al incipiente grupo al Núcleo para rescatarla. El Hombre de Azúcar, finalmente, se encontró con el grupo y mató a varios de los miembros él mismo, incluyendo Vincente y Mondo. El exitoso rescate de Illyana le cuesta a todos los jóvenes miembros sus vidas (a excepción de Vaina que no fue revelado hasta la nueva visita a la realidad AOA llamada X-Men: Era de Apocalipsis). El Hombre de Azúcar fue destruido aparentemente, pero había perdido gran parte de su masa durante el ataque y se había reducido a un tamaño minúsculo. Escondido en la bota de Coloso, acompañó a Illyana, Gatasombra, y la Patrulla X en su asalto a la ciudadela de Apocalipsis.
En la serie limitada de 2000 de Destello, se revela a través de flashbacka que el Hombre de Azúcar fue en un momento el carcelero a cargo de las compañeros de celda Illyana Rasputin y Destello  (antes de ser rescatada como una chica joven por Arma y Dientes de Sable) en un centro penitenciario, y que él experimentaba regularmente con ellas. Esto se muestra también en la serie Generation Next, donde el Hombre de Azúcar siguió a victimizar regularmente a las jóvenes que formaban parte de la población reclusa en los pozos de esclavos de Apocalipsis.

### Llegada a la Tierra 616
Durante el asalto, Hombre de Azúcar se aprovechó del caos para escapar, saltando en el Cristal M'Kraan—el "Nexo de todas las realidades"-y desapareció. Apareció en la línea de tiempo Tierra-616, llegando a un lugar no especificado unos veinte años en el pasado. Hombre de Azúcar luego viajó a Genosha, donde contactó con el Geniingeniero y le dio la fórmula para el proceso de unión mutante que esclavizó por la fuerza a cientos de mutantes a los Magistrados humanos. Cuando el primer gobierno de Genosha, liderado por el Geniingeniero y Cameron Hodge cayó, trabajó rápidamente detrás de las escenas que afectan al nuevo gobierno aparentemente más pacífico dirigido por Sasha Ryan.
Con el tiempo este gobierno cayó en una brutal guerra civil. Cuando el equipo mutante Excalibur estaba investigando el primer esclavo Mutado de Genosha, casi aprendieron el secreto del Hombre de Azúcar, sin embargo, Hombre de Azúcar activó un dispositivo que mató al Mutado antes de que su participación en la historia de Genosha pueda ser revelada. Cuando Excalibur continúa buscando la historia secreta de Genosha, Hombre de Azúcar les impidió encontrarla al destruir un ordenador principal que contenía la verdad.

### Operando desde las Sombras
Detectando que X-Man, otro refugiado de la Tierra 295 estuvo activo en esta realidad Hombre de Azúcar envió a su agente Rex para eliminarlo con el fin de mantener su anonimato. Sin embargo, el primer intento del Hombre de Azúcar para asesinar a Nate quedaría interrumpido por Selene, para su frustración. Hombre de Azúcar  después trataría de capturar a Alex Summers de esta realidad, utilizando a Scarlet McKenzie como su operativa. Sin embargo, ella no lograría hacerlo y finalmente renunció a este esfuerzo después de enterarse de que otro refugiado de "La Era de Apocalipsis", en forma de Bestia, ahora llamándose "Bestia Oscura", también estaba tratando de capturarlo.
Cuando la contraparte de la Tierra 616 de Nate Grey, Cable, viajó a Genosha, involucrándose en el conflicto, Hombre de Azúcar cree incorrectamente que él era Nate y decide finalmente revelarse al mundo después de 20 años de secreto. Sin embargo al rastrear a Cable, Hombre de Azúcar se da cuenta de que cometió un error creyendo que "alguien" estaba manipulando los eventos para descubrir su gobierno secreto de Genosha cuando Cable descubre su laboratorio. Hombre de Azúcar fue obligado a activar el mecanismo de autodestrucción en su laboratorio. Como Cable, Dominó, Jenny Ransome, Phillip Moreau y el exmagistrado hipnotizado Conducto estaban ocupados con tratar de desactivar la bomba, Hombre de Azúcar finalmente capturó a Phillip Moreau para sus propios fines. Los planes del Hombre de Azúcar para Phillip permanecen sin revelar, y con la base de datos destruida, la existencia de Hombre de Azúcar se mantuvo en secreto. Las pistas mismas se reveló que han pasado a Phillip por ningún otro que Mister Siniestro, que había sospechado desde hace tiempo que el proceso de mutar de Genosha se basó en su propia obra genética.
Teniendo casi un contacto cerca de esta realidad con Mr. Siniestro en Genosha, Hombre de Azúcar comenzó a trabajar junto con la Bestia Oscura en continuar para mantener su existencia en secreto, como Siniestro descubre su presencia en esta realidad utilizando sus técnicas podrían funcionar contra sus intereses. Ellos atacarían a Bishop, quien conservó recuerdos de la Era de Apocalipsis. Después del intento fallido de matar a Bishop, utilizando a la operativa Fatale de la Bestia Oscura, los dos refugiados se despiden.

### Regreso a la Era de Apocalipsis
Volviendo a Genosha, Hombre de Azúcar intentó volver a la Tierra 295 utilizando un dispositivo híper dimensional que le permitiría viajar de regreso al pasado de la Tierra 295. Cuando lo logró, rápidamente comenzó a retomar su experimentación en un súper virus que esperaba traer de vuelta a la Tierra 616 para acabar con la humanidad. Desafortunadamente para Hombre de Azúcar, Nate Grey lo seguiría en el pasado y, con la ayuda de Magneto y Forja, frustran su plan y lo envían de vuelta a la Tierra 616.

### La caída de Genosha
Ya en esa realidad, Hombre de Azúcar y los otros refugiados de la Tierra 295 pronto se convirtieron en el blanco del imperio Shi'ar que vio el hecho de Holocausto teniendo un trozo del  Cristal M'Kraan incrustado en él como un sacrilegio. Sin embargo, como el fragmento fue retirado de Holocausto, todos los refugiados fueron enviados de vuelta a la Tierra.
Después Genosha fue rápidamente destruida por el ataque de Centinelas salvajes en la isla que fue orquestado por Cassandra Nova y el paradero de Hombre de Azúcar era desconocido hasta que volvió a aparecer una vez más en Genosha, matando a un grupo de Magistrados que estaban explorando la isla con la Bestia Oscura. Calisto y Karima Shapandar enfrentan al Hombre de Azúcar y al parecer lo mataron con un tubo a través de la cabeza.

### Especies Amenazadas
Él sin embargo se recuperó del ataque de Calisto y fue uno de los villanos contactados por Bestia por información para revertir los efectos del Día M. Hombre de Azúcar se negó a ayudar, diciendo que Bestia no podía pagar el costo de sus servicios.

### Actividades recientes
Tras los sucesos de Reino Oscuro, Hombre de Azúcar dejó su escondite para encontrar el dispositivo conocido como la "Máquina Omega". Él encontró el dispositivo en una instalación H.A.M.M.E.R. abandonada con, para su deleite, un Nate Grey todavía enganchado a ella. Él rehízo el dispositivo para abrir portales a otras realidades, y también comenzó a crear mutados derivados tecnológicamente como parte de sus experimentos para utilizar mientras trataba de llegar a la Era de Apocalipsis. Dándose cuenta de que la única manera de que el Hombre de Azúcar lo dejara en paz era que le diera lo que quería, Nate utilizó toda su fuerza y su voluntad para abrir un portal a su realidad natal; pero antes de que Hombre de Azúcar pueda escapar en ella, se vio obligado a volver a la realidad principal por Moonstar y puesto bajo custodia por el Capitán Steve Rogers.

### Regreso a la Era de Apocalipsis
Aparentemente Hombre de Azúcar fue liberado de la prisión por Bestia Oscura y juntos han reconstruido la tecnología de portal dimensional y regresaron a la Era de Apocalipsis, donde los dos están usando la energía de la semilla vital para ayudar a Arma Omega para resucitar una serie de mutantes caídos a fin de proporcionarle a Arma Omega un ejército de mutantes poderosos.
La Resistencia Humana más tarde capturó al Hombre de Azúcar y lo entregó a Penitencia, a cambio de su cooperación. Penitencia planeaba reformar a Hombre de Azúcar y utilizar su ciencia en su reforma de la sociedad.

## Poderes y habilidades
Hombre de Azúcar es un mutante que posee cuatro brazos, manos con garras afiladas, una boca gigante llena de dientes afilados, y una densa lengua afilada de longitud indeterminada que está infusa con un tipo de bioenergía capaz de perforar y dañar la piedra, el acero, e incluso los seres en forma gaseosa o líquida.
Tiene un mayor sentido del olfato y puede usarlo para detectar el miedo.
También puede controlar su propio tamaño corporal y su masa. Si pierde masa, la masa perdida se desvía fuera del hammerspace.[cita requerida]
Hombre de Azúcar es un experto, al menos para los estándares modernos, en las ciencias como la biología y la genética.

## Otras versiones

### Bebés X
Dazzler, en la dimensión gobernada por Mojo se ha encontrado con versiones infantiles de los villanos de la Era de Apocalipsis, incluyendo al Hombre de Azúcar. Estas entidades fueron aparentemente creadas por el propio Mojo, que luego perdió el control de ellas.

## En otros medios

### Videojuegos
- Hombre de Azúcar aparece en X-Men Legends II: Rise of Apocalypse con la voz de James Arnold Taylor. Hombre de Azúcar aparece como el supervisor del Núcleo y un jefe. Aquí, Hombre de Azúcar aparentemente revela que él es el mismo Hombre de Azúcar de la Era de Apocalipsis (aunque esta afirmación puede ser debatida) y expresa admiración por la forma en que Apocalipsis logra conquistar el mundo y gobernarlo de manera efectiva sin importar la línea de tiempo en la que está. Él también felicita a Apocalipsis como un buen jefe. Está sin explicación cómo Hombre de Azúcar logró llegar a esta línea de tiempo desde la Era de Apocalipsis.

- Hombre de Azúcar aparece como un jefe en Marvel: Avengers Alliance.